# Sliver
Sliver – amerykański film fabularny z 1993 roku w reżyserii Phillipa Noyce’a z Sharon Stone i Williamem Baldwinem w rolach głównych. Ekranizacja powieści Iry Levina.

## Obsada
- Sharon Stone - Carly Norris
- William Baldwin - Zeke Hawkins
- Tom Berenger - Jack Landsford
- Polly Walker - Vida Warren
- Colleen Camp - Judy Marks
- Amanda Foreman - Samantha Moore
- Martin Landau - Alex Parsons
- CCH Pounder - Porucznik Victoria Hendrix
- Nina Foch - Pani McEvoy
- Keene Curtis - Gus Hale
- Nicholas Pryor - Peter Farrell
- Anne Betancourt - Jackie Kinsella
- Tony Peck - Martin Kinsella
- Frantz Turner - Portier
- Melvyn Kinder	- Doktor Palme
- Radu Gavor - Dmitri
- Allison Mackie - Naomi Singer
- José Rey - Detektyw Corelli
- Jim Beaver - Detektyw Ira
- Gilbert Rosales - Rodriguez, stróż
- Mik Scriba - Strażnik
- Steve Carlisle - Strażnik
- Mark Bramhall - Kelner
- Sid McCoy - Pan Anderson
- Katharine Pope - Gloria Alden
- Sandy Gutman (wymieniony w czołówce jako Alexander Gutman) - Ted Weisberger
- Christine Toy Johnson (wymieniona w czołówce jako Christine Toy) - Reporterka
- Robin Groves - Pani Ballinger
- Philip Hoffman - Reporter
- Matthew Faison - Pan Ballinger
- Nicole Orth-Pallavicini - Reporterka
- Arthur Eckdahl - Złośliwy mężczyzna
- Marnette Patterson - Córka Ballingera
- Patricia Allison - Złośliwa kobieta
- Bernie McInerney - Duchowny
- James Noah - Portier
- Eduardo N.T. Andrade - Portier
- Victor Brandt	- Detektyw McCracken
- Ryan Cutrona - Detektyw Ennis
- Robert Miano - Detektyw Howard
- Steve Eastin - Detektyw Phillip
- Wendy Cutler - Pani Colson
- Craig Hosking	- Pilot helikoptera
- Cliff Fleming	- Pilot helikoptera
- Christine Avila (niewymieniona w czołówce) - Lekarka
- Rick Collins (niewymieniony w czołówce) - Ciężarowiec
- Cheryl Hunter (niewymieniona w czołówce) - Sekretarka
- Leonard Kelly-Young (niewymieniony w czołówce) - Ksiądz
- Garey McGhie (niewymieniony w czołówce) - Dyrektor
- Phillip Noyce (niewymieniony w czołówce) - Golący się mężczyzna
- Nick Taylor (niewymieniony w czołówce) - Bezdomny

## Fabuła
Carly Norris po siedmiu latach małżeństwa opuszcza swojego męża i wprowadza się do luksusowego wieżowca w Nowym Jorku. Dowiaduje się, że poprzednia właścicielka mieszkania zginęła w tragicznych okolicznościach.

## Opinie o filmie
- Kultura (dodatek do Dziennika Polska-Europa-Świat)[1]

Dla jednych to przedstawienie współczesnych fobii, dla innych popłuczyny po „Nagim instynkcie”. Jednak wszyscy fani rozbieranych scen z Sharon Stone w roli głównej powinni być usatysfakcjonowani.